# NGC 4454
NGC 4454 هي مجرة حلزونية تبعد حوالي 123 مليون سنة ضوئية تقع في كوكبة العذراء. تم اكتشافه من قبل عالم الفلك ويليام هيرشل في 17 أبريل 1784.

## وصلات خارجية
- NGC 4454 على موقع ويكي سكاي: DSS2, SDSS, GALEX, IRAS, Hydrogen α, X-Ray, Astrophoto, Sky Map, Articles and images